# کارل راشورث
کارل راشورث (انگلیسی: Carl Rushworth؛ زادهٔ ۲ ژوئیهٔ ۲۰۰۱) بازیکن فوتبال اهل بریتانیا است که در حال حاضر به صورت قرضی از باشگاه فوتبال برایتون اند هوو آلبیون برای باشگاه فوتبال هال سیتی بازی می‌کند. 
وی همچنین در تیم ملی فوتبال زیر ۲۱ سال انگلستان بازی کرده است.